# Leif G.W. Persson – min klassresa
Leif G.W. Persson – min klassresa är en svensk TV-dokumentär i två delar om författaren och professorn Leif G.W. Perssons liv och karriär. Reporter och berättare är Jens Lind. Programmen visades i SVT1 vid årsskiftet 2015−2016.

## Om dokumentären
Varje avsnitt är ca 1 timme långt. Del ett är koncentrerad på Perssons uppväxt, och del två på hans karriär. Som titeln antyder är Perssons sociala klassresa från arbetarklass till överklass ett genomgående tema. Filmen varvar nyinspelade intervjuer med Persson och hans vänner och släktingar, samt arkivmaterial. Till viss del skildrar man de förändringar Sverige genomgått från Perssons födelse 1945 fram till sommaren 2015 då dokumentären spelades in.

## Handling
Dokumentären tar sin början vid Perssons födelse i mars 1945 och slutar sommaren 2015 när dokumentären spelades in. Persson redogör bland annat för sitt komplicerade förhållande till sin mamma, som är så infekterat att han planerar att mörda henne, vilket han avstår från. Till slut bryter han kontakten med henne efter faderns begravning. 
Redan som barn var Persson intresserad av polisyrket och som sjuåring började han i bästa Kalle Blomkviststil utrustad med penna och svart anteckningsbok "spana" på och kartlägga grannar och personers förehavanden. Detta leder till att han upptäcker en pedofil och antecknar registreringsnumret till dennes bil. Men fallet läggs ner trots hans vittnesmål och att han får beröm av polisen. När Persson blivit vuxen och anställd vid polisen upptäcker han i polisens arkiv att bilen pedofilen färdats i tillhörde en polis.
Perssons inblandning i Geijeraffären som kostar honom jobbet på Rikspolisstyrelsen berörs också. Händelsen leder till att han blir deprimerad och får självmordstankar. Efteråt grips han av avsky för det politiska etablissemanget, speciellt Olof Palme och dennes inblandning i Geijeraffären. Som hämnd skriver han boken Grisfesten (1978) som blir starten till hans karriär som en av Sveriges mest populära författare. Grisfesten filmatiseras senare och får titeln Mannen från Mallorca (1984).
I dokumentären berörs även Perssons uppväxt, skolgång, personliga relationer med kamrater och släkt, samt karriär inom polisen. Man får bland annat en rundtur i Stockholms polishus till hans gamla tjänsterum. Som en röd tråd får man följa Perssons strävan att göra en klassresa från arbetarklass till överklass via en karriär som sakkunnig och professor vid Rikspolisstyrelsen samt rådgivare åt regeringen. En klassresa som till slut lyckades tack vare hans framgång som författare.